# Gli orsetti del cuore 2 - La nuova generazione
Gli orsetti del cuore 2 - La nuova generazione è un film d'animazione del 1986 diretto da Arna Selznick e con protagonisti gli orsetti del cuore. Il film è il sequel del film del 1985 Gli orsetti del cuore - Il film.

## Trama
Nel fantastico Regno di Premura e in un'atmosfe di amore, tenerezza ed armonia vivono Fedelorsa e Nobilcuore, due creature straordinarie che si sono prese cura di parecchi cuccioli abbandonati. Ma la terra con le sue meschinità ed i suoi egoismi chiede aiuto: il premurometro indica che urge la presenza di uno dei due benefattori. Scende Fedelorsa e si reca in un campeggio di ragazzi, dove l'ambizione e la superbia dominano nei cuori dei giovanetti. L'orsa con la sua riserva inesauribile di amore si rende conto della situazione e si avvicina a due ragazzini John e Dawn, avviliti ed umiliati dai compagni più dotati. Fa comprendere loro che è l'amore che rende importanti, è l'amicizia che rende felici ed appagati e che tutti hanno delle virtù e delle capacità nascoste. I due giovinetti sono conquistati dall'orsa e la seguono nel suo mondo di gioia. John e Dawn sono felici; ma la situazione peggiora sulla Terra, dove incombe la minaccia del malvagio Cuore Nero e Fedelorsa e Nobilcuore devono scendere entrambi per mettere le cose a posto. Lasciano pertanto i cuccioli affidati ai due ragazzini. Sulla terra Cuore Nero (il male) vuole far sparire tutti gli orsetti buoni e dominare incontrastato su tutti. Comincia con l'influenzare Christy, una ragazzina che grazie al suo potere malefico, diventa una campionessa. Con la sua complicità Cuore Nero (nei panni di un furbo ragazzetto dai capelli rossi) riesce a catturare i cuccioli degli orsetti accorsi anche loro sulla terra per aiutare gli uomini in pericolo. Anche Dawn e John vengono catturati. Intanto Nobilcuore e Fedelorsa sono trattenuti con l'inganno in un luogo squallido ed oscuro. Quando si accorgono che è tutto un tranello accorrono a salvare i cuccioli e i loro amici umani. Christy è pentita di aver aiutato Cuore Nero ad imprigionare i buoni orsetti, vorrebbe tornare indietro e far capire al perfido ragazzo che è male ciò che sta facendo. Una volta gli salva perfino la vita: Cuore Nero rimane molto sorpreso da questo gesto di amore e qualcosa in lui comincia a cambiare. 
Nobilcuore e Fedelorsa con l'aiuto di numerose stelline protettrici e di Dawn e John riescono unendo le loro forze a liberare tutti gli orsetti. Ma nella lotta tra gli orsetti e Cuore Nero, Christy per dare il suo eroico contributo muore, colpita da una scarica elettrica di Cuore nero. Cuore nero rimane stravolto per ciò che ha fatto, e in preda alla disperazione e al rimorso, dimentica il suo rancore e il suo odio per gli orsetti. Avvicinandosi alla bambina implora gli orsetti di aiutarla con i loro poteri, unici in grado di compiere il miracolo. 
Allora tutti, compreso "l'ex nemico", in una suprema "emanazione" di amore e di generosità si concentrano e Christy ritorna in vita più allegra di prima. Gli orsetti possono ormai tornare al loro regno tranquilli: la Terra sembra essere tornata in armonia. Dawn, Christy, John e il ragazzo dai capelli rossi sono ora tutti buoni, veri amici tra loro e pronti ad aiutarsi e ad aiutare chiunque ne avesse bisogno.

### Curiosità
- Anche se c' è il sottotitolo "Una nuova generazione", gli orsetti e gli altri animali sono gli stessi del primo film.
- Nonostante sia indicato come sequel, questo secondo film prende una strada propria rispetto al primo di cui riscrive alcuni punti.